# Беляков, Ростислав Аполлосович
Ростислав Аполлосович Беляко́в (4 марта 1919, Муром, Владимирская губерния, РСФСР — 28 февраля 2014, Москва, Российская Федерация) — советский и российский авиаконструктор, генеральный конструктор ОКБ имени А. И. Микояна.
Академик АН СССР, дважды Герой Социалистического Труда, лауреат Ленинской премии (1972), Сталинской премии первой степени (1952) и Государственной премии СССР (1988).

## Биография
Родился в семье бухгалтера Аполлоса Андреевича (1892—1970) и крестьянки Анны Николаевны (1895—1924).
В 1936 году окончил среднюю школу, в 1941 году — МАИ имени С. Орджоникидзе.
В молодости занимался лыжным спортом. Трёхкратный чемпион СССР по горнолыжному спорту (1940, 1944, 1945 — скоростной спуск), рекордсмен СССР по прыжкам на лыжах с трамплина. В 1940 году спустился на лыжах с восточных склонов горы Эльбрус. С ноября 1936 по июнь 1941 года работал тренером по лыжам в ДФК общества «Крылья Советов».
На основании распоряжения СНК СССР от 3 ноября 1941 года была присвоена квалификация инженера-механика по самолётостроению, после чего был направлен на авиазавод № 1 им. Авиахима в Особый конструкторский отдел (ОКО) главного конструктора Артёма Ивановича Микояна (позже — Особое конструкторское бюро ОКБ-155).
В августе 1941 года начал работать конструктором в отделе вооружения, а затем был переведён в бригаду шасси и управления, где ему поручили разработку средств механизации крыла. Вместе с заводом ОКО в октябре 1941 года был эвакуирован в Куйбышев.
В марте 1942 года из-за организации самостоятельного опытного завода № 155 (ОКБ-155) во главе с Артёмом Микояном был переведён на это предприятие инженером-конструктором второй категории, а в октябре 1943 года становится инженером-конструктором первой категории.
Член ВКП(б) с 1944 года.
В июле 1945 года был назначен заместителем начальника сектора шасси. В апреле 1946 года он возглавил этот сектор, а с февраля 1947 года руководил бригадой шасси.
В августе 1952 года был назначен ведущим конструктором-начальником бригады, а в феврале 1955 года в этой же должности возглавил бригаду общих видов.
Приказом МАП от 15 июня 1957 года Ростислав Беляков был назначен заместителем главного конструктора по системам управления, а уже с июля того же года работал заместителем главного конструктора — начальником отдела управления. На этом посту решал проблемы, связанные с созданием систем управления современных сверхзвуковых истребителей. По инициативе и под непосредственным руководством конструктора был создан лабораторный комплекс по исследованию и предполетным ресурсным испытаниям систем управления. Также была создана стендовая и лабораторная обработки этих систем в условиях серийного завода, которое позволило значительно повысить надёжность и безаварийность эксплуатации.
Приказом ГКАТ от 9 марта 1962 года был назначен первым заместителем Генерального конструктора. В этой должности он руководил разработками сложных авиационных комплексов для различных целей, решал на высоком научном и техническом уровне вопросы исследований и создания современных летательных аппаратов, координировал и руководил работой больших исследовательских и конструкторских коллективов соразработчиков.
С 1969 года в связи с болезнью Артёма Микояна исполнял обязанности Генерального конструктора.
Приказом МАП от 10 августа 1970 года ему была присвоена 2-я степень главного конструктора. Постановлением Совета Министров СССР от 5 марта 1971 года был утверждён в должности Генерального конструктора. Приказом МАП от 12 марта 1971 года присвоена 1-ю степень главного конструктора. В том же году за выполнение особого задания от имени ЦК КПСС, Президиума Верховного Совета СССР и Совета Министров СССР был награждён именными часами.
Доктор технических наук, в ноябре 1974 года был избран членом-корреспондентом, а в декабре 1981 года — действительным членом (академиком) АН СССР.
В период реорганизации Авиационного научно-промышленного комплекса «МиГ» им. А. И. Микояна и Московского авиационного производственного объединения в связи с распоряжением Правительства РФ от 6 мая 1995 года был назначен Генеральным конструктором МАПО «МиГ».
После реорганизации МАПО «МиГ» в Государственное унитарное предприятие, а также из-за состояния здоровья в сентябре 1997 года был переведён на должность советника Генерального конструктора АНПК «МиГ» им. А. И. Микояна, совмещая её с должностью председателя Научно-технического совета АНПК «МиГ» имени А. И. Микояна.
Депутат Совета Национальностей Верховного СССР 9—11 созывов (1974—1989) от Аджарской АССР.
Член комиссии по государственным наградам при Президенте РФ (1995—1999).
Похоронен на Новодевичьем кладбище рядом с супругой и сыном. Автором мемориального памятника является скульптор Микаэль Согоян.

## Вклад в конструирование
Под руководством Ростислава Белякова созданы малогабаритные автопилоты КАП-2 и КАП-3, которые после успешных испытаний были внедрены в серийное производство.
Также был одним из разработчиков самолётов МиГ-21, МиГ-21бис, МиГ-21-93, МиГ-23, МиГ-23МЛ (П, МЛД), МиГ-25, МиГ-25ПД (ПДС и РБ), МиГ-27, МиГ-29 (МиГ-29СМТ и МиГ-29УБТ), МиГ-31, МиГ-АТ и принимал активное участие в их постройке, испытаниям и доводке, а также Ростислав Беляков участвовал в разработке проектных работ по грузопассажирскому самолёту МиГ-110.
Внёс существенный вклад в создание новых типов конструкций самолётов, в том числе крупноразмерных сварных из стали, алюминиево-литиевых сплавов и композиционных материалов.
Благодаря деятельности учёного-конструктора получили дальнейшее развитие газодинамика, силовые установки, авионика, авиационное вооружение, бортовое математическое обеспечение, самолётные системы, в том числе дистанционного управления самолётом и силовой установкой, автоматизация процессов контроля, современные способы тренировки и подготовки лётного состава, внедрение новых материалов и технологий.
Также внёс значительный вклад в решение задач и развитие таких направлений, как общее проектирование самолётов, их систем управления, взлётно-посадочных устройств, аэродинамика, устойчивость и управляемость, прочность, силовые установки, комплексы оборудования и вооружения, авиационные материалы и технологические процессы, надёжность и безопасность полёта, увеличение ресурсов самолётов.
Учёным решены важные проблемы в области создания конструкций самолётов, работающих в условиях значительного аэродинамического нагревания, применения крыла с изменяемой стреловидностью в полёте, систем управления сверхзвуковыми самолётами, повышения манёвренности самолётов. Беляков приложил много усилий для повышения роли и статуса института генеральных конструкторов как ключевого элемента создания сложных научно-технических комплексов и организаций работ большого количества смежных организаций.

## Семья
- Жена — Людмила Николаевна Шверник (1916—2003[3]), инженер-конструктор телевизионной техники, дочь Н. М. Шверника, её первый муж Станислав Яковлевич Ганецкий (1913—1938) репрессирован по «делу альпинистов»[4].
  - Сын — Сергей (1951—1994), авиаконструктор, канд. техн. наук; сотрудник авиационного научно-промышленного комплекса «МиГ» им. А. И. Микояна[5];

## Память

Муром

- В Муроме установлен бронзовый бюст памяти Белякова (1984)
- Имя Ростислава Белякова выбито на стене зала Славы Национального музея воздухоплавания и астронавтики США

## Награды и звания

### Государственные награды России
- Орден «За заслуги перед Отечеством» II степени (27 декабря 1999 года) — за заслуги перед государством и большой вклад в создание современной авиационной техники[6]
- Знак отличия «За заслуги перед Москвой» (5 марта 2009 года) — за заслуги в развитии авиационной техники и большой личный вклад в укрепление обороноспособности страны[7]

### Государственные награды СССР
- Дважды Герой Социалистического Труда (26.04.1971, 02.02.1982)
- четыре ордена Ленина (в том числе 22.07.1966, 26.04.1971, 02.02.1982)
- орден Октябрьской революции
- орден Отечественной войны II степени
- орден Трудового Красного Знамени
- орден Красной Звезды
- орден «Знак Почета»
- медали

### Премии и почётные звания
- Ленинская премия (1972)
- Сталинская премия первой степени (1952) — за создание самолёта МиГ-17
- Государственная премия СССР (1988)
- Золотая медаль имени А. Н. Туполева (1987) — за выдающиеся работы в области авиационной науки и техники[8]
- Почётный Генеральный конструктор самолётов «МиГ»
- Почётный президент Российской академии авиации и воздухоплавания
- Почётный член Королевского общества аэронавтики (Великобритания)
- Почётный профессор Московского авиационного института и Пекинского университета